# سرزمین فرانتس یوزف

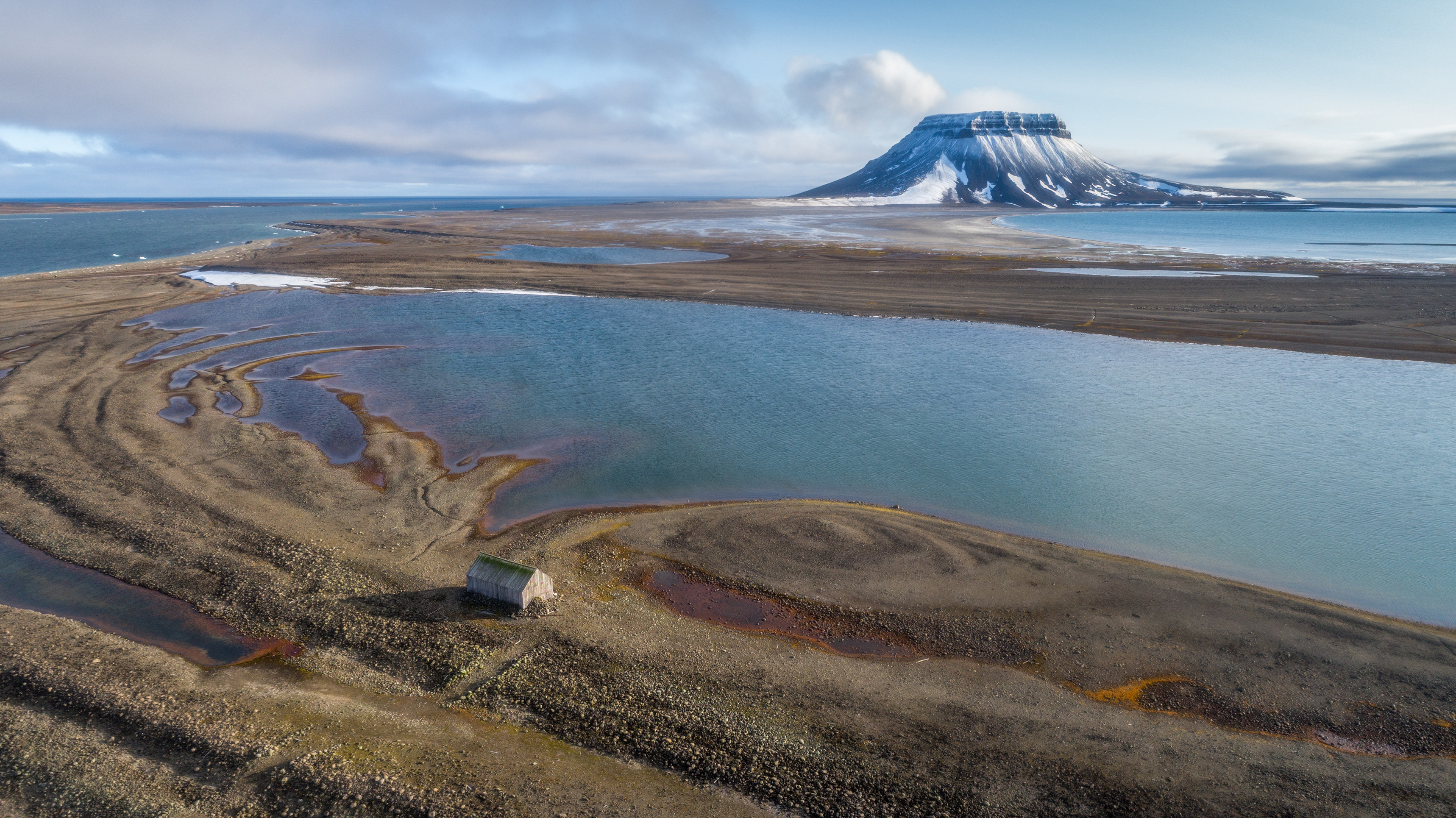
نگاره‌ای از جزیره بل واقع در سرزمین فرانتس یوزف. کلبهٔ آیرا که مدتی محل زندگی و اکتشافات بنیامین لی اسمیت (en) بود، در نگاره دیده می‌شود.

سرزمین فرانتس یوزف (روسی: Земля Франца-Иосифа) در اقیانوس منجمد شمالی، دریای بارنتز و دریای کارا قرار دارد که شمالی‌ترین بخش استان آرخانگلسک روسیه است. این سرزمین شامل ۱۹۲ جزیره آتشفشانی است.
این سرزمین نام خود را از امپراتور اتریش فرانتس یوزف یکم گرفته‌است.
مساحت کل این جزایر ۲۰٫۷۰۰ کیلومتر مربع است. سرزمین فرانتس یوزف در اروپا و روسیه شمالی‌ترین منطقه به‌شمار می‌آید. جزیره رودولف شمالی‌ترین نقطه سرزمین فرانتس یوزف است.
۸۵ درصد از سطح این مجمع الجزایر با یخچال طبیعی پوشیده شده‌است. جمع کل خطوط ساحلی جزایر سرزمین فرانس ۴٬۴۲۵ کیلومتر است.